# Dutch Open 1977
Die Dutch Open 1977 im Badminton fanden vom 12. bis zum 13. Februar 1975 in der Sporthal Beverwijk in Beverwijk statt.

## Finalergebnisse
| Disziplin    | Sieger                          | Finalist                          | Ergebnis           |
| ------------ | ------------------------------- | --------------------------------- | ------------------ |
| Herreneinzel | Derek Talbot                    | Sture Johnsson                    | 8:15, 15:6, 18:13  |
| Dameneinzel  | Gillian Gilks                   | Joke van Beusekom                 | 11:5, 8:11, 11:1   |
| Herrendoppel | David Eddy Eddy Sutton          | Elo Hansen Steen Skovgaard        | 6:15, 15:8, 17:15  |
| Damendoppel  | Joke van Beusekom Marjan Ridder | Barbara Giles Jane Webster        | 12:15, 15:2, 15:12 |
| Mixed        | Derek Talbot Gillian Gilks      | Steen Skovgaard Joke van Beusekom | 15:7, 15:10        |